# Flexorreflex
Als Flexorreflex bezeichnet man in der Tierneurologie einen Reflex, der sowohl an den Hinter- als auch Vordergliedmaßen ausgelöst werden kann. Das Tier wird dabei zumeist in Seitenlage gebracht. Beim Kneifen in die Zehe, Zwischenzehenhaut oder die Ballen kommt es dabei zu einer reflektorischen Beugung der gesamten Gliedmaße der jeweiligen Seite. 
An der Hintergliedmaße wird der Reflex über den Nervus ischiadicus vermittelt, das Reflexzentrum liegt in den Rückenmarkssegmenten L4–S3. An der Vordergliedmaße sind der Nervus musculocutaneus, Nervus axillaris, Nervus medianus, Nervus radialis und Nervus ulnaris beteiligt, das Reflexzentrum liegt in C6 bis Th1.
Ein Ausbleiben (eine Areflexie) oder eine verminderte/verzögerte Reaktion (Hyporeflexie) weist auf eine Schädigung des unteren Motoneurons hin. Eine abnorme Reflexantwort tritt beim gekreuzten Extensor-Flexorreflex auf. Hierbei kommt es neben der Beugung der gereizten Gliedmaße zur Streckung der Gliedmaße der Gegenseite. Dieser abnorme Reflex wird durch Schädigungen des Rückenmarks oberhalb des jeweiligen Reflexzentrums beobachtet.

## Der Flexorreflex beim Menschen
Der Flexorreflex tritt auch beim Menschen auf.
Es handelt sich um einen Fremdreflex mit spinalem, polysynaptischem Reflexbogen.
Der Flexorreflex eines Beines ist immer mit einem gekreuzten Extensorreflex verbunden. Dabei findet eine Streckung des zum Schmerzursprung kontralateralen Beines statt. Das Zusammenspiel von Flexorreflex und gekreuztem Extensorreflex dient der Erhaltung des Gleichgewichts.